# ハリー・マース

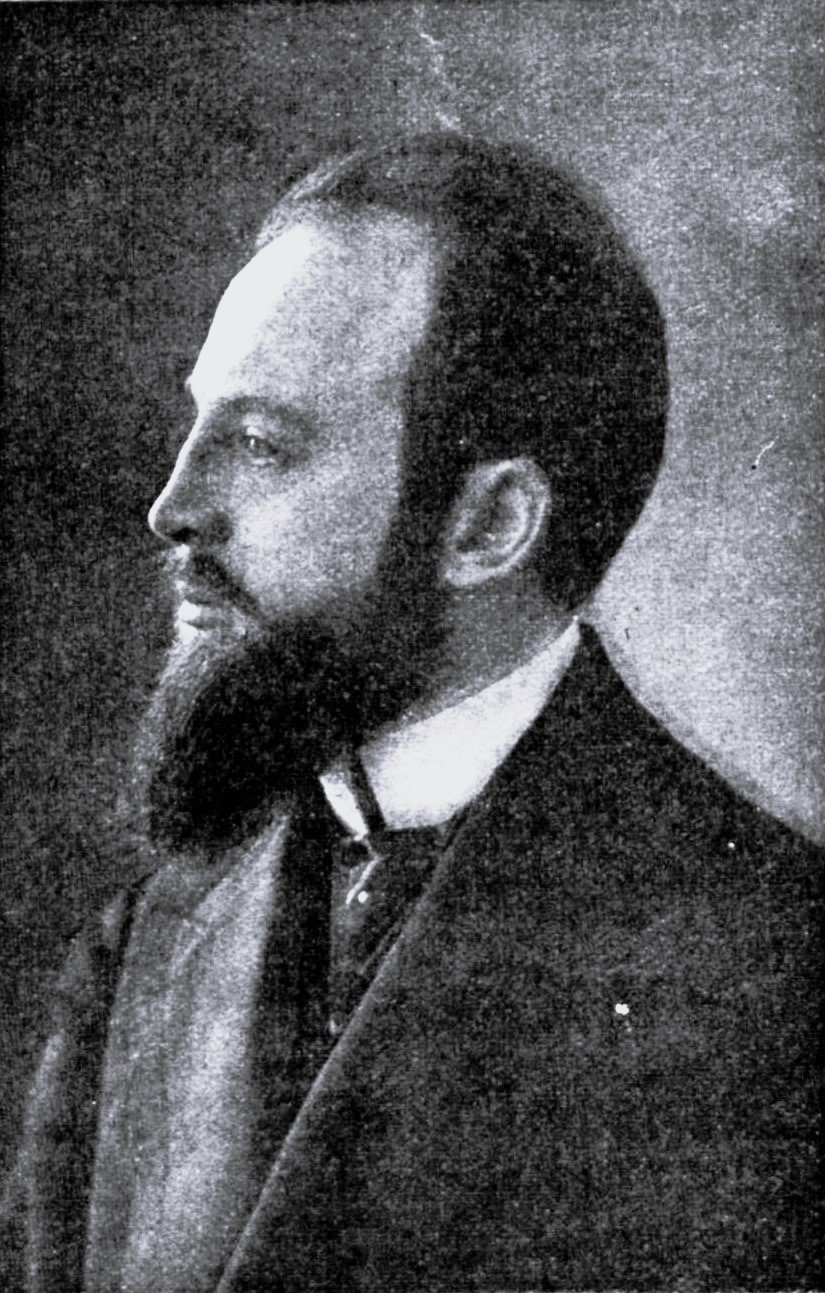
ハリー・マース

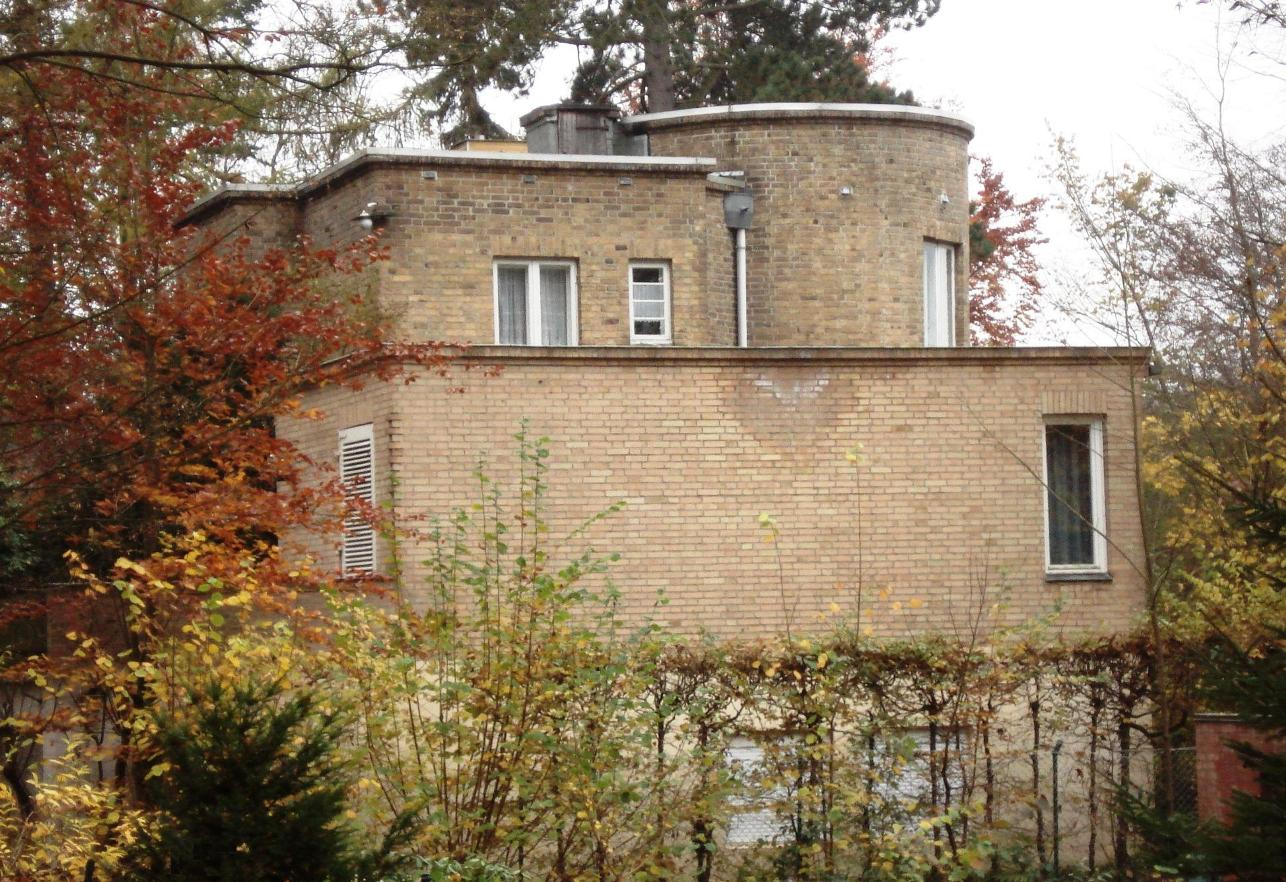
（Scharbeutz-）Klingberg、Seestraße31にあるハリーマースのかつての住居

ハリー・マース（Harry Maasz、実際にはMaaß、1880年1月5日 クロッペンブルク - 1946年8月24日 リューベック）は、ドイツの庭師、園芸家。
ドイツの造園界改革を指導した造園修景家の一人。マースは『屋外における空間術』という空間の構成を強調し新たな形式的な様式要素の原則を研究した成果の著でリズミカルな構成と空間の法則を述べる一方、計画にあたり目的に沿った観点を取るとともに遊戯用芝生の場合都市計画的機能と周囲の建築との関係を考慮している。自身の設計する庭園、分区園、公園や墓地の設計では建築的空間を明確に設定しつつ秩序付けをすることを第一義とした。

## 人物
ブレーメンで地元高校に通った後、1897年にシュタットハーゲンで園芸見習いを、1900年にブレーメンで研修を修了した。1901年から、ポツダム近くのワイルドパークにあるロイヤル・ガーデナースクール（Royal Gardener School）で学ぶ。
ベリッツの公園デザインにおいて実践活動を開始。その後1904年にマクデブルクの市政で、1905年にキールの市行政で働いた。1906年からシュトゥットガルトのベルツとシュヴェーデ園芸事務所の技芸方面の業務ディレクターを務める。1907年に雑誌『DieWoche』が主催した住宅設計のコンペに参加し4作品が入選を果たす。
1908年に州立大学院生として試験に合格。1909年からハンブルクの事務所SchnackenbergとSieboldで技芸方面の業務ディレクターであった。
エルヴィン・バルトの後継者として1912年から1922年まで自由とハンザ同盟都市リューベックのガーデンオフィス責任者であった。この間の1913年に『これからの国民公園－分区園と緑地』を著す。この著で示した社会緑地の形と機能に関する理論を実践する。緑地計画の分野で成果を挙げ住宅庭園や運動公園、分区園および墓地を設計しコンペにもいくつか参加している。
1922年、リューベックに庭園デザインのため彼自身のスタジオを設立。1934年に展覧会とバルセロナでGuillermo Narberhausとの共同スタジオを設立。
マースは永続的な自身の記念碑を設け、それをペニッツ湖のクリングバーグのコミュニティに建てた。建築家の友人WilhelmBrackの計画によれば、1926年から新しい建物という意味の建物付属の庭を作るが、その庭は現存しない。
その後、広範で理想的なイギリス式庭園が世紀代の社会問題を解決するためとして「未来の人々の公園」というビジョンを設定。彼の公園はブルジョアジーの健康を維持し、レクリエーションを提供するように設計されていた。また審美的な観点から庭のデザインに周囲の風景を可能な限り含めていった。未来の人々の公園に対するビジョンの下、マースは公共緑地が社会的スペースを、日光浴と体操の機会をそしてアーケードの活用地といった組み合わせであることを理解した。このため  A。社会的にも質が高くかつ高水準の石や果樹などで作られた公園のアイデアスケッチをもっており、これらはVolkspark Krempelsdorfの公園づくりで実践されるが、完成することができなかった。
マースは1918年にリューベック郊外にある36エーカーの敷地（道路南側）にKrempel Dorfer Volksparksを作庭した。当時の経済発展の枠内及び最短時間でもコストが3倍になったため、後の1920年に作業は中止された。
第一次世界大戦の最中、EhrenfriedhofLubeckを作庭した。これはBurgtor 墓地によってSandberg城から分離され、1917年に拡張されたものである。もはや作庭完了が予想されていたのであるが、戦争の予想外な終わり方によってイスラエルドルドルフェル（現在のTravemunder）アレーを超えて墓地がさらなる拡大を遂げる。マースは1946年に亡くなり、その墓地に最後の人物として葬られた。

## 賞歴
- 1907年、マースは国際芸術園芸展マンハイムで銀メダルを受賞した。
- 1914年にアルトナとリューベックで園芸展覧会の金メダルを受賞。

## 不動産の業績
- シュレースヴィヒの建築と工学（AAI）のためのシュレースヴィヒ＝ホルシュタインアーカイブ

## 展示会
- 1998年、リューベックのKulturforum Burgklosterにて

## 仕事（不完全）

### 庭園および公園施設

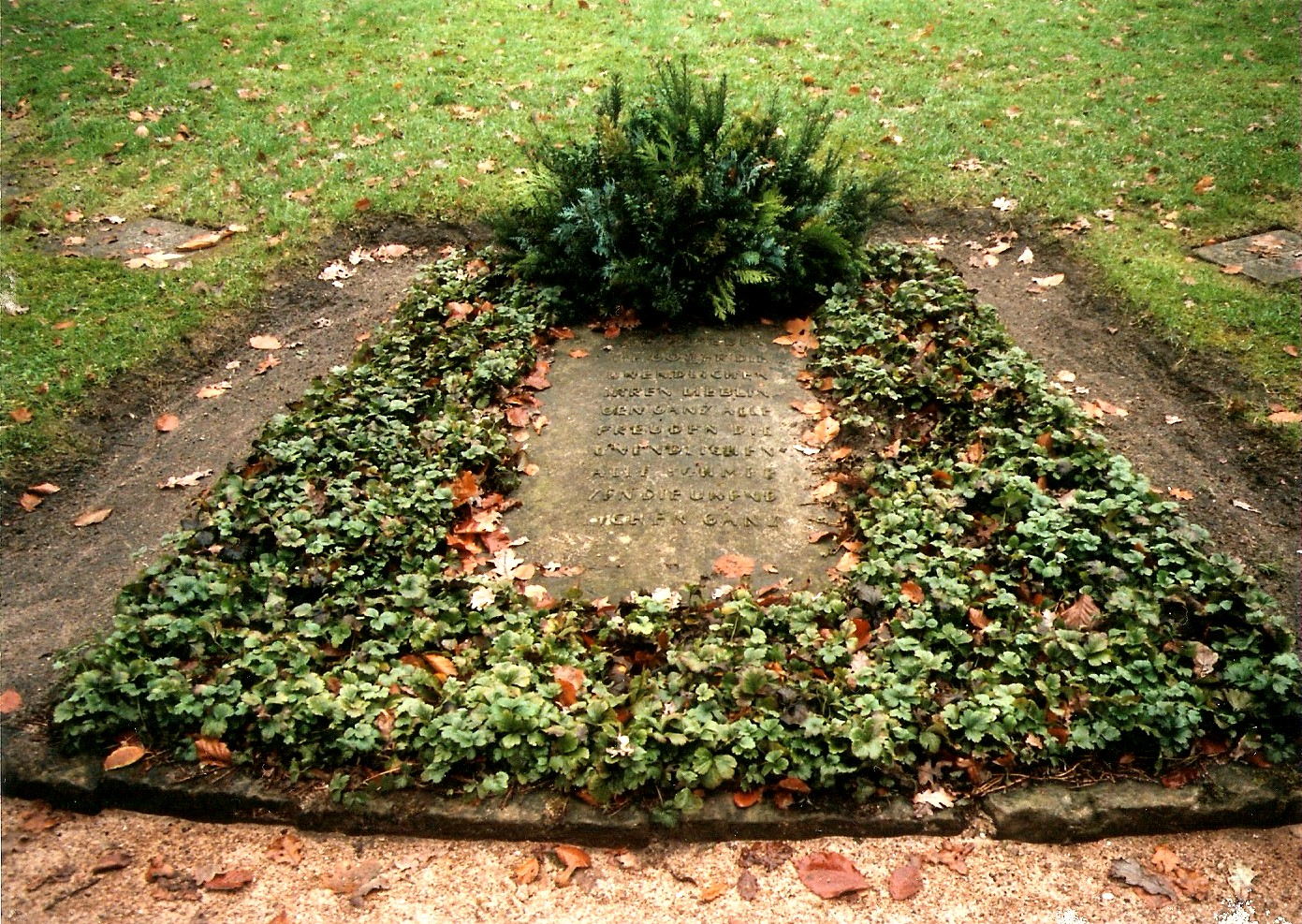
リューベック墓地での墓

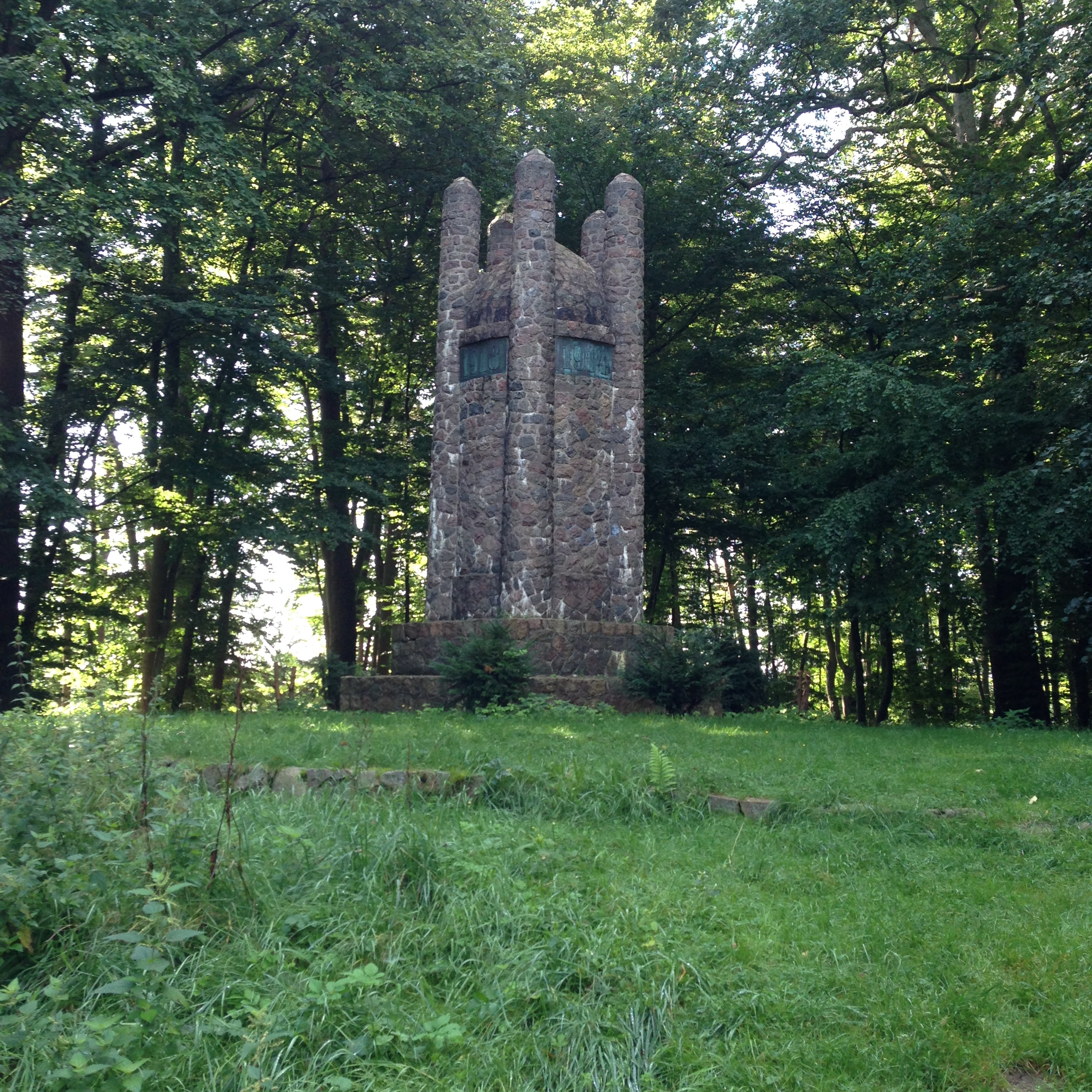
第一次世界大戦戦争記念館・メルン

- 1907年： エスリンゲンのシラー工場（スウェーデン。ベルツ事務所の従業員として）
- 1912年前：中ガーデンヴィラ・P.ディーリアス・フェルスモルト （オフィスSchnackenbergとシーボルトの従業員など） [5]
- 1913年：リューベック校庭
- 1913年：ガーデンズ・ヴィラ・ドレーゲル （リューベック）現存
- 1918年：バート シュヴァルタウ近くのリーゼブッシュのエーレンハイン
- 1918年：Ehrenhain中メルン
- Schwartauer Bad Schwartauのスパ公園（一部のみ実現）
- 1915年：名誉墓地（リューベック）
- 1924年 - 1926年：ノイミュンスターの出版社夫妻ヴァハホルツの住宅庭園
- 1918年 - 1920年：フォルクスパルク・クレンペルスドルフ （未完成）
- 1920年： フェニックス・リューベックのスポーツエリア
- 1920年： クロスターキルヒホーフ（Bordesholm）の再設計
- 1925年から：Allmannshofenのグッドシュヴァイクホフ
- 1927年：公園計画の延長　Landschaftspark Gut Dersentin / Mecklenburg
- 1934年： Schloss Kalkhorstの城公園の再設計[6]
- 1935年： ツェルナーハウス
- 1937-1939：ジェンダー墓地ルンデンの改造

### 出版
- 道路フェンスと建築ラインの間 Trowitzsch＆Sohn、フランクフルト（オーダー）1910
- 将来のドイツ人民公園 アーバーコロニーと緑地、Trowitsch、フランクフルト（オーダー）1913
- どうやって庭を建てたり、植えたりしますか？  ブルックマン、ミュンヘン 1919
- 大小の庭園 偉大なガーデンデザイナーのワークショップから 、Trowitsch、フランクフルト（オーダー）1926
- 庭 - あなたの医者 庭を気にする要塞、フランクフルト（オーダー）1927年
- 墓の植え付け どの花、低木そして木が推奨されますか？  Trowitsch、フランクフルト（オーダー）1934年
- 緑の景観がとても心配です Westphal、Wolfshagen-Scharbeutz 1936
- 小規模および大規模庭園用の水槽 Trowitsch、フランクフルト（オーダー）1937